# Callochiton mumuena
Callochiton mumuena is een keverslakkensoort uit de familie van de Callochitonidae. De wetenschappelijke naam van de soort is voor het eerst geldig gepubliceerd in 2001 door Schwabe & Slieker.